# Хилово (Порховский район)
Хилово — деревня в центральной части Порховского района Псковской области. Входит в состав сельского поселения «Туготинская волость».
Расположена на реке Уза, в 20 км к западу от города Порхов.
В деревне находится Бальнеогрязевой курорт «Санаторий Хилово» (на 732 места). Санаторий-курорт «Хилово» — один из старейших в России, основан в 1865 году — уникальный курорт на Северо-Западе с содержанием сероводорода в лечебных грязях и водах, так называемая «северная Мацеста».
Численность населения деревни составляет 730 жителей (2000 год).